# 江東区立第三大島小学校
江東区立第三大島小学校（こうとうくりつだいさんおおじましょうがっこう）は、東京都江東区大島9丁目にある区立小学校。

## 沿革
この節の出典
- 1925年（大正14年）3月31日 - 設置認可（大島7丁目440番地）。
- 1926年（大正15年）
  - 4月1日 - 南葛飾郡第三大島尋常小学校開校。
  - 4月3日 - 第三大島尋常小学校落成式挙行し、校章と校旗を制定。
- 1929年（昭和4年）4月1日 - 校歌制定。
- 1932年（昭和7年）10月1日 - 東京市城東区第三大島尋常小学校と改称。
- 1934年（昭和9年）4月13日 - 第五大島小学校へ児童分離。
- 1940年（昭和15年）4月1日 - 東京府東京市第三大島国民学校と改称。
- 1941年（昭和16年）4月1日 - 東京都第三大島国民学校と改称。
- 1944年（昭和19年）8月19日 - 戦局の悪化により、山形県小野川温泉へ学童集団疎開。
- 1945年（昭和20年）
  - 3月9日 - 東京大空襲により、校舎全焼。浅間小学校に学校本部を移転。
  - 11月15日 - 終戦により、学童疎開児童引き揚げ。
- 1946年（昭和21年）1月14日 - 日本鋳鋼株式会社の一棟を借用して授業実施。
- 1947年（昭和22年）4月1日 - 東京都江東区立第三大島小学校と改称。
- 1948年（昭和23年）6月21日 - 新校舎落成式挙行。
- 1958年（昭和33年）4月1日 - 第四大島・第五大島の各小学校へ児童分離。
- 1960年（昭和35年）3月21日 - 屋内体育館落成。
- 1966年（昭和41年）3月31日 - 鉄筋コンクリート4階校舎落成。
- 1967年（昭和42年）8月20日 - プール（7.5m×25m・4コース）落成。
- 1969年（昭和44年）4月1日 - 江東区立第三大島幼稚園が本校に併設設置。
- 1971年（昭和46年）3月 - 鉄筋コンクリート4階校舎増築工事終了。
- 1983年（昭和58年）4月1日 - 併設の江東区立第三大島幼稚園が本校から分離し、独立園となる。
- 1990年（平成2年）11月9日 - 開校65周年記念集会開催し、記念植樹実施。
- 1995年（平成7年）10月27日 - 昭和19年度国民学校卒業証書授与式挙行。同日、開校70周年記念式典挙行。
- 1996年（平成8年）3月8日 - 開校70周年記念事業校旗作成。
- 1998年（平成10年）2月10日 - カナダのサリバン小学校と国際姉妹校提携。
- 2000年（平成12年）
  - 1月11日 - 校地を大島9丁目5番地3号に移し、鉄筋4階新校舎完成。
  - 6月12日 - 校舎移転・落成記念式典挙行。
- 2009年（平成21年）
  - 2月28日 - 校庭芝生化工事竣工。
  - 6月2日 - 芝生開き。
- 2010年（平成22年）6月18日 - 開校85周年記念集会開催。記念俳句集発行（3月）。

## 教育目標
- ●よく考え、すすんで学ぶ子
- ◯思いやりのあるやさしい子
- ○健康で明るい子
- ○力を合わせてやりぬく子

## 交通アクセス
- 都営地下鉄新宿線東大島駅から、徒歩4分。
- 都営バス
  - 「門21」系統（門前仲町～東大島）で、東大島駅停留所下車後、徒歩5分。
  - 「亀24」系統（亀戸～葛西橋）で、東大島駅停留所下車後、徒歩5分。
  - 「亀24」系統（浅草寿町～東大島）で、「大島7丁目」停留所下車後、徒歩5分。

## 歴代校長
- 初代…武者　種彦(大正15年3月31日〜昭和7年5月21日)
- 二代…河原　半平(昭和7年5月22日〜昭和8年8月17日)
- 三代… 高田　隆吉(昭和8年8月18日)
- 四代… 竹本　友之
- 五代… 若林　勤治
- 六代… 橋本　真佐夫
- 七代… 浅川　隆四郎
- 八代… 是木　昇
- 九代… 野坂　正義
- 十代… 篠塚　大策
- 十一代… 海老原　茂
- 十二代… 倉根　貫勇
- 十三代… 月正田　義男
- 十四代… 金岡　弘
- 十五代… 芳賀　静男
- 十六代… 根岸　敏夫
- 十七代… 鈴木　康裕
- 十八代… 中村　斎玄
- 十九代… 小松澤　昌
- 二十代… 大熊　道子
- 二十一代… 千葉　良幸
- 二十二代… 和田　利次
- 二十三代… 五十嵐　美恵
- 二十四代… 水野　崇人
- 二十五代… 君塚　清春
- 二十六代…武田　淳
- 二十七代…浦野　佳代子(令和4年4月1日〜